# Liga Árabe del Golfo (EAU) 2015-16
La UAE Pro-League 2015-16 (también conocida como Liga Árabe del Golfo o Etisalat Pro League por motivos de patrocinio) es la 41.ª temporada de fútbol de la máxima categoría de los Emiratos Árabes Unidos. 
La liga inició el 19 de agosto de 2015 y concluyó el 8 de mayo de 2016. Participaron catorce equipos, con el Al Ain como el defensor del título después de conseguir su décima segunda corona.

## Equipos
Al Ahli

Al Nasr

Al Shabab

Al Wasl
Los clubes Ajman y Al Ittihad fueron relegados a la División 1 de EAU y sustituidos por los clubes Dibba Al Fujairah y Al Shaab

### Datos generales
| Equipo            | Ciudad        | Emirato      | Entrenador           | Estadio             | Aforo  |
| ----------------- | ------------- | ------------ | -------------------- | ------------------- | ------ |
| Al Ahli           | Dubái         | Dubái        | Cosmin Olăroiu       | Al-Rashid           | 18,000 |
| Al Ain            | Al Ain        | Abu Dhabi    | Zlatko Dalić         | Hazza bin Zayed     | 25,000 |
| Al Jazira         | Abu Dhabi     | Abu Dhabi    | Eric Gerets          | Al Jazira           | 42,056 |
| Al Nasr           | Dubái         | Dubái        | Ivan Jovanovic       | Al-Maktoum          | 12,000 |
| Al Shabab         | Dubái         | Dubái        | Javier Aguirre       | Rashid Al Maktoum   | 12,000 |
| Al Wasl           | Dubái         | Dubái        | Rodolfo Arruabarrena | Zabeel              | 12,000 |
| Baniyas SC        | Abu Dhabi     | Abu Dhabi    | Luis García          | Baniyas             | 9,570  |
| Dhafra            | Madinat Zayed | Abu Dhabi    | Marin Ion            | Al Dhafra           | 12,000 |
| Emirates          | Ras al-Jaima  | Ras al-Jaima | Paulo Comelli        | Emirates Club       | 5,000  |
| Al-Fujairah       | Fujairah      | Fujairah     | Ivan Hašek           | Fujairah Club       | 11,400 |
| Sharjah           | Sharjah       | Sharjah      | Paulo Bonamigo       | Estadio Sharjah     | 18,000 |
| Al-Wahda          | Abu Dhabi     | Abu Dhabi    | Sami Al Jaber        | Al-Nahyan           | 12,000 |
| Al-Shaab          | Sharjah       | Sharjah      | Stefano Cusin        | Khalid Bin Mohammed | 5,000  |
| Dibba Al-Fujairah | Fujairah      | Fujairah     | Theo Bücker          | Fujairah Club       | 11,400 |

### Jugadores extranjeros
El número de jugadores extranjeros está restringido a 4 por equipo.
| Club          | Visa 1             | Visa 2              | Visa 3            | Visa 4            |
| ------------- | ------------------ | ------------------- | ----------------- | ----------------- |
| Al Ahli       | Éverton Ribeiro    | Rodrigo Lima        | Oussama Assaidi   | Moussa Sow        |
| Al Ain        | Emmanuel Emenike   | Ryan Babel          | Fellipe Bastos    | Lee Myung-Joo     |
| Al Dhafra     | Jorge Luna         | David Barral        | Makhete Diop      | Ahmad Ibrahim     |
| Al Jazira     | Mirko Vučinić      | Jefferson Farfán    | Thiago Neves      | Park Jong-woo     |
| Al Nasr       | Nilmar             | Luis Jiménez        | Jonathan Pitroipa | Jirès Kembo Ekoko |
| Al-Shaab      | Amr Al-Sulaya      | Matías Donoso       | Michaël N'dri     | Célio Santos      |
| Al Shabab     | Carlos Villanueva  | Jô                  | Azizbek Haydarov  | Henrique Luvannor |
| Al Sharjah    | Renato             | Wanderley           | Maicosuel         | Maurício Ramos    |
| Al-Wahda      | Hussain Fadhel     | Sebastián Tagliabué | Jorge Valdivia    | Denílson          |
| Al Wasl       | Fábio Lima         | Edgar               | Caio              | Hugo Viana        |
| Baniyas       | Joaquín Larrivey   | Ishak Belfodil      | Royston Drenthe   | Mark Milligan     |
| Emirates Club | Rodrigo Pimpão     | Renán               | Wilmar Jordán     | Brett Holman      |
| Dibba Club    | Elias Luiz         | Bakary Koné         | Boris Kabi        | Bilal Najjarine   |
| Al Fujairah   | Patrick Friday Eze | Christophe Mandanne | Madjid Bougherra  | Hassan Maatouk    |

## Tabla de posiciones
- Actualizado al final del torneo el 8 de mayo de 2016.[1]

| Pos | Equipo            | PJ | PG | PE | PP | GF | GC | Dif | Pts |
| --- | ----------------- | -- | -- | -- | -- | -- | -- | --- | --- |
| 1.  | Al Ahli (C)       | 26 | 21 | 3  | 2  | 60 | 20 | +40 | 66  |
| 2.  | Al Ain            | 26 | 18 | 3  | 5  | 53 | 24 | +29 | 57  |
| 3.  | Al-Wahda          | 26 | 13 | 4  | 9  | 45 | 28 | +17 | 43  |
| 4.  | Al Nasr           | 26 | 11 | 8  | 7  | 47 | 36 | +11 | 41  |
| 5.  | Al Shabab         | 26 | 11 | 7  | 8  | 34 | 27 | +7  | 40  |
| 6.  | Al Wasl           | 26 | 11 | 6  | 9  | 42 | 36 | +6  | 39  |
| 7.  | Al Jazira         | 26 | 11 | 4  | 11 | 51 | 50 | +1  | 37  |
| 8.  | Al Dhafra         | 26 | 9  | 7  | 10 | 37 | 39 | −2  | 34  |
| 9.  | Baniyas SC        | 26 | 8  | 9  | 9  | 41 | 47 | −6  | 33  |
| 10. | Dibba Al-Fujairah | 26 | 8  | 5  | 13 | 32 | 46 | −14 | 29  |
| 11. | Al Sharjah        | 26 | 7  | 7  | 12 | 32 | 40 | −8  | 28  |
| 12. | Emirates Club     | 26 | 7  | 6  | 13 | 34 | 47 | −13 | 27  |
| 13. | Al-Fujairah       | 26 | 7  | 5  | 14 | 43 | 62 | −19 | 26  |
| 14. | Al Shaab          | 26 | 1  | 4  | 21 | 22 | 71 | −49 | 7   |

(C) = Campeón.

1. ↑  Clasifica a la Fase de Grupos de la Liga de Campeones de la AFC 2017, como campeón de la Copa Presidente de los EAU 2016.

|  | Liga de Campeones 2017                  |
|  | Liga de Campeones 2017 (Play-Off)       |
|  | Copa GCC 2017                           |
|  | Copa de Clubes del Mundo Árabe 2016–17  |
|  | Descenso a la División 1 de EAU 2016-17 |

## Estadísticas

### Goleadores
Actualizado hasta el 8 de mayo de 2016.
| Posición | Jugador             | Club          | Goles | Goles (P) |
| -------- | ------------------- | ------------- | ----- | --------- |
| 1        | Sebastián Tagliabué | Wahda         | 25    | 1         |
| 2        | Ali Mabkhout        | Al Jazira     | 23    | 5         |
| 3        | Fábio Lima          | Al Wasl       | 20    | 1         |
| 4        | Wanderley           | Sharjah       | 15    | 2         |
| 5        | Joaquín Larrivey    | Baniyas       | 15    | 1         |
| 6        | Patrick Friday Eze  | Al-Fujairah   | 14    | 0         |
| 7        | Makhete Diop        | Dhafra        | 13    | 3         |
| 8        | Moussa Sow          | Al Ahli Dubai | 13    | 2         |
| 9        | Ishak Belfodil      | Baniyas       | 11    | 1         |
| 10       | Nilmar              | Al Nasr       | 11    | 0         |

Source: Soccerway

### Asistencias
| Posición | Jugador          | Club      | Asistencias |
| -------- | ---------------- | --------- | ----------- |
| 1        | Omar Abdulrahman | Al-Ain    | 12          |
| 2        | Everton Ribeiro  | Al-Ahli   | 9           |
| 3        | Thiago Neves     | Al Jazira | 8           |
| 4        | Hugo Viana       | Al Wasl   | 7           |
| 5        | Rodrigo Pimpão   | Emirates  | 7           |

Fuente: Soccerway